# ميلر ريتشاردسون
ميلر ريتشاردسون (بالإنجليزية: Miller Richardson)‏ هو فنان أمريكي، ولد في 1917 في إل باسو في الولايات المتحدة، وتوفي في 25 مايو 2012 في جزيرة ستاتن في الولايات المتحدة.